# Танкові війська армії США

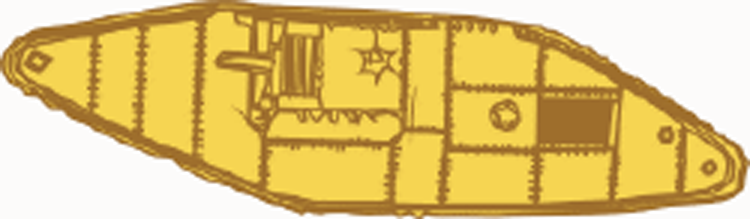
Емблема бронетанкових військ армії США зразка 1942 року

Танкові війська армії США або Бронетанкові війська армії США (англ. US Army Armor Branch) — рід військ армії Сполучених Штатів Америки, вперше створений у 1940 році як бронетанкові сили під керівництвом начальника бронетанкових сил, бригадного генерала Адні Р. Чаффі молодшого, який взяв під свій контроль усі танкові підрозділи, що існували на той час у піхотних і кавалерійських частинах армії США. Цей рід сухопутних військ раніше вважався однією з самостійних складових частин маневрених бойових дій, але відповідно до сучасної концепції застосування наземних угруповань сухопутних військ американської армії танкові війська включені до класифікації «Маневр, вогонь і вплив» (MFE), згідно з поточною організаційною доктриною армії США.

## Історія
Американськими істориками вважається, що бронетанкова гілка бере свій початок від оригінальних кавалерійських формувань, а поява бронетанкових підрозділів на полі бою датується Першою світовою війною. У 1918 році був розгорнутий танковий корпус Американських експедиційних сил, але у 1921 році його знову розділили на піхоту та кавалерію.
У липні 1940 року був створений американський бронетанковий корпус, ним послідовно командували Адна Р. Чаффі молодший, Чарльз Л. Скотт і Джордж С. Паттон молодший. Корпус воював в операції «Смолоскип» у Північній Африці, але потім був переформований на 7-му армію США.
Штаб бронетанкового командування знаходився у Форт-Нокс, штат Кентуккі, створений 2 липня 1943 року. Бронетанковий центр був розгорнутий 20 лютого 1944 року та припинив існування 30 жовтня 1945 року. Бронетанкова школа розташована у Форт-Беннінг, який у 2022 році був перейменований на Форт Мур.

## Бронетанкові з'єднання американської армії
- 1-ша бронетанкова дивізія
- 2-га бронетанкова дивізія
- 3-тя бронетанкова дивізія
- 4-та бронетанкова дивізія
- 5-та бронетанкова дивізія
- 6-та бронетанкова дивізія
- 7-ма бронетанкова дивізія
- 8-ма бронетанкова дивізія
- 9-та бронетанкова дивізія
- 10-та бронетанкова дивізія
- 11-та бронетанкова дивізія
- 12-та бронетанкова дивізія
- 13-та бронетанкова дивізія
- 14-та бронетанкова дивізія
- 16-та бронетанкова дивізія
- 20-та бронетанкова дивізія
- 25-та бронетанкова дивізія
- 27-ма бронетанкова дивізія
- 30-та бронетанкова дивізія
- 40-ва бронетанкова дивізія
- 48-ма бронетанкова дивізія
- 49-та бронетанкова дивізія
- 50-та бронетанкова дивізія